# قسم زيرراه الريفي (مقاطعة دشتستان)
قسم زيرراه الريفي (بالفارسية: دهستان زیرراه) هي قسم تقع في إيران في ناحية سعد آباد. يقدر عدد سكانها بـ 11,666 نسمة .